# Sebastian von Hoerner
Sebastian Rudolf Karl von Hoerner (ur. 15 kwietnia 1919 w Görlitz, zm. 7 stycznia 2003 w Esslingen am Neckar) – niemiecki astrofizyk i radioastronom.

## Życiorys
Po zakończeniu II wojny światowej studiował fizykę na Uniwersytecie w Getyndze. Doktoryzował się na tymże uniwersytecie w 1951 roku u Carla Friedricha von Weizsäckera. Przeprowadził wraz z nim badania symulacyjne formowania się gwiazd i gromad kulistych. Kontynuował tę pracę w Astronomisches Rechen-Institut (Uniwersytet w Heidelbergu) wraz z Walterem Fricke. Habilitował się w 1959 roku na Uniwersytecie w Heidelbergu. W 1962 roku przeniósł się do National Radio Astronomy Observatory (Green Bank, Wirginia Zachodnia), gdzie współpracował m.in. z Frankiem Drakiem. Pracował tam m.in. nad analizą pracy i optymalizacją techniczną radioteleskopów. Jego badania doprowadziły do opracowania nowej metody konstrukcji radioteleskopów, wykorzystanej później przy budowie wielu spośród nich. W tym czasie aktywnie uczestniczył w dyskusjach na temat SETI, liczby zaawansowanych cywilizacji w Galaktyce i możliwości podróży międzygwiezdnych.
W 1961 roku opublikował artykuł, w którym nie był optymistą co do czasu przetrwania gatunków wykorzystujących maszyny. Na wstępie zauważył, że aktualny stan umysłów (prymat nauki, rozwijanie technologii, poszukiwanie komunikacji międzygwiezdnej) to tylko jedna z wielu możliwości i w przyszłości może być zastąpiony innymi zainteresowaniami. Ponadto według niego rozwój nauki i technologii na Ziemi napędzały dwa czynniki – walka o dominację i pragnienie łatwego życia. Pierwsze prowadzi do całkowitego zniszczenia, drugie do degeneracji biologicznej lub psychicznej. Von Hoerner założył, że dowolna cywilizacja musi po pewnym czasie zaniknąć i wymienił 4 możliwe przyczyny takiej katastrofy:
1. całkowita zagłada życia na planecie
2. zagłada jedynie istot rozumnych
3. degeneracja psychiczna lub fizyczna
4. utrata zainteresowań naukowo-badawczych (związane z przyczyną 3.)

Oszacował on średni czas trwania cywilizacji na 6 500 lat. Sugerował następstwo gatunków technologicznych na danej planecie w dystansie czasowym rzędu setek milionów lat, a każda nadająca się do zamieszkania planeta (jedna na 3 miliony gwiazd) w czasie swego istnienia „produkuje” według niego średnio 4 gatunki technologiczne. Przy takich założeniach średnia odległość między cywilizacjami w naszej Galaktyce wynosi 1 000 lat świetlnych. Z wyliczeń von Hoernera wynika również, że prawdopodobieństwo nawiązania pierwszego kontaktu z cywilizacją w tej samej fazie rozwoju, co ziemska, wynosi 0,5%. Najbardziej prawdopodobny jest taki kontakt z cywilizacją, która będzie mieć 12 000 lat i z prawdopodobieństwem 75% nie będzie pierwszą cywilizacją na tej planecie.
Sebastian von Hoerner opublikował ogółem ponad 100 artykułów naukowych oraz 4 książki. Zmarł w 2003 roku na zawał mięśnia sercowego. Jego córka Hanna von Hoerner (1942–2014) również była astrofizykiem.